# Impatiens hypophylla
Impatiens hypophylla är en balsaminväxtart som beskrevs av Tomitaro Makino. Impatiens hypophylla ingår i släktet balsaminer, och familjen balsaminväxter. Utöver nominatformen finns också underarten I. h. microhypophylla.